# Stanisław Żurawski (malarz)
Stanisław Żurawski (ur. 1889 w Krośnie, zm. 1976 w Krakowie) – polski malarz, współzałożyciel i członek Cechu Artystów Plastyków Jednoróg.

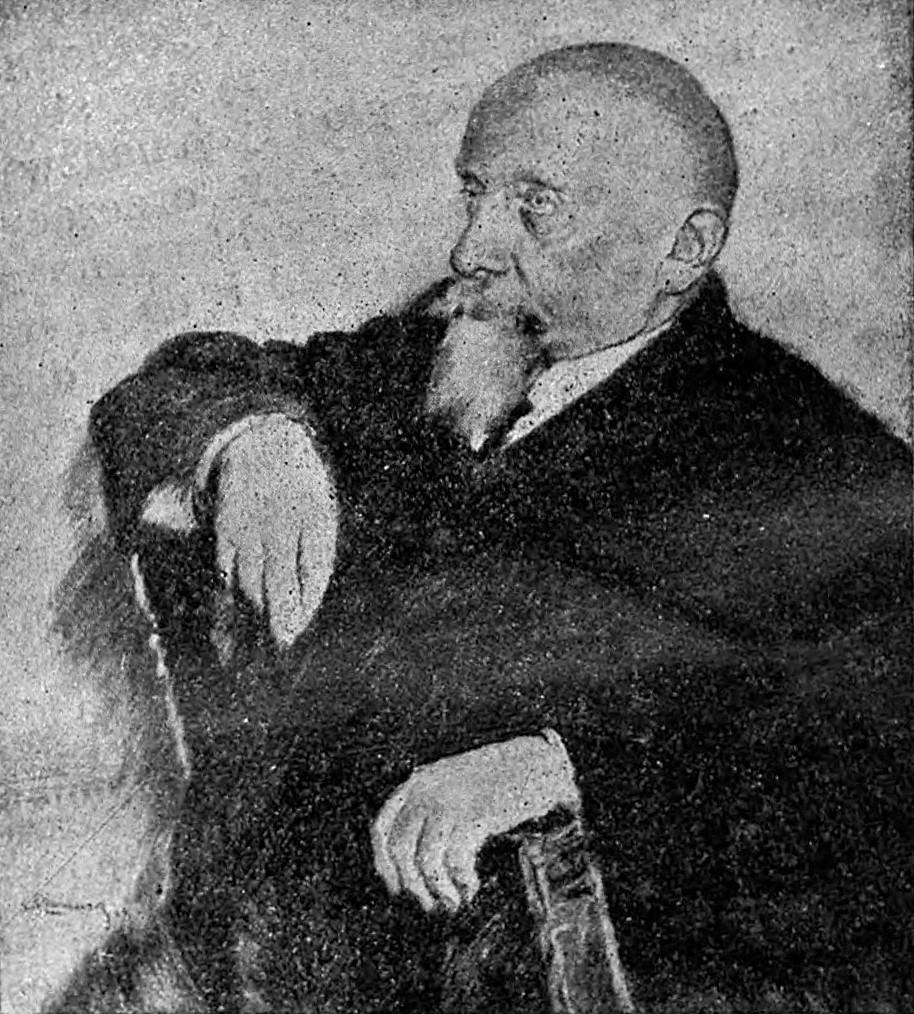
Obraz Portret prof. K.

## Życiorys
Studiował w latach 1907-1913 malarstwo na Akademii Sztuk Pięknych w Krakowie u Józefa Mehoffera i Wojciecha Weissa. 
Uczestniczył w wystawach malarstwa we Lwowie, Krakowie, Poznaniu i Łodzi. Malował głównie akty kobiece i krajobrazy Podhala. Oprócz malarstwa olejnego zajmował się akwarelą. W jego dziełach widoczny jest wpływ malarstwa Wojciecha Weissa. Malował portrety, martwe natury i pejzaże, jednak dominującym w jego twórczości tematem był akt kobiecy. Był założycielem Cechu Artystów Plastyków Jednoróg.
W 1923 wybrany skarbnikiem Związku Polskich Artystów Plastyków w Krakowie.